# Schoenoplectiella articulata
Schoenoplectiella articulata là loài thực vật có hoa trong họ Cói. Loài này được (L.) Lye mô tả khoa học đầu tiên năm 2003.